# Рабово
Рабово (болг. Рабово) — село в Болгарии. Находится в Хасковской области, входит в общину Стамболово. Население составляет 152 человека.

## Политическая ситуация
В местном кметстве Рабово, в состав которого входит Рабово, должность кмета (старосты) исполняет Рыдван Исмаил Джумхурёнал (Движение за права и свободы (ДПС)) по результатам выборов правления кметства.
Кмет (мэр) общины Стамболово — Гюнер Фариз Сербест (Движение за права и свободы (ДПС)) по результатам выборов в правление общины.